# Lišček (stenica)
Lišček (znanstveno ime Tritomegas bicolor) je stenica iz družine talnih stenic.

## Opis
Odrasli primerki dosežejo dolžino med 5,5 in 7 mm. Pri tej vrsti je zanimivo, da se primerki med seboj sporazumevajo z vibracijskimi signali, ki jih proizvajajo z dvema različnima mehanizmoma, stridulacijo (drgnjenjem nazobčanih delov telesa), in s potresavanjem telesa oziroma s preprostim timbalom, pri čemer vibracije zazanavajo s telesom in ne s slušnimi organi.
Živijo pri tleh v bližini mrtvih kopriv in črne lahkotnice, s katerimi se hrani.